# Es por tu bien
Pour plus de détails, voir Fiche technique et Distribution.
Es por tu bien est un film espagnol réalisé par Carlos Therón. Son casting comprend de grands noms du cinéma espagnol tels que José Coronado, Javier Cámara et Roberto Álamo. Il s'agit du quatrième long métrage du réalisateur de Salamanque, qui a déjà réalisé des comédies telles que Hot School 2 et Impávido.
Il est sorti le 24 février 2017 dans les salles de cinéma.

## Synopsis
Le film raconte le pire cauchemar d'un père : sa fille va grandir et le jour viendra où il lui présentera son petit ami... ce qui sera inévitablement une mauvaise surprise. Ce jour est arrivé pour Arturo, Poli et Chus, dont les filles se sont mises en couple avec trois garçons. La seule solution pour s'en débarrasser... s'allier.
Isabel et Arturo se sont rencontrés lors d'un procès, Isabel étant avocate et Arturo, anarchiste, étant accusé d'avoir brûlé la photo du roi, une réalité qui existe encore dans les pays où le chef d'État est choisi par la monarchie. Le père d'Isabel, un homme de droite, a décidé de prendre des mesures...

## Fiche technique
- Titre : Es por tu bien
- Réalisation : Carlos Therón
- Scénario : Manuel Burque et Josep Gatell
- Musique : Javier Rodero
- Photographie : Miguel P. Gilaberte
- Montage : Alberto de Toro
- Production : Álvaro Augustin et Ghislain Barrois
- Société de production : Quexito Films et Telecinco Cinema
- Pays :  Espagne
- Genre : Comédie
- Durée : 93 minutes
- Dates de sortie : 
  -  Espagne : 24 février 2017

## Distribution
- Javier Cámara : Jesús « Chus »
- José Coronado : Arturo
- Roberto Álamo : Hipólito « Poli »
- Pilar Castro : Isabel, épouse d'Arturo
- María Pujalte : Olga, épouse de Chus
- Carmen Ruiz : Alicia, épouse de Poli
- Silvia Alonso : Valentina, fille d'Arturo
- Georgina Amorós : Marta, fille de Chus
- Andrea Ros : Sarai, fille de Poli
- Miki Esparbé : Álex, petit ami de Valentina
- Miguel Bernardeau : Dani, petit ami de Marta
- Luis Mottola : Ernesto Gabatelli, petit ami de Sarai
- Luis Callejo : Joaquín, père de Dani
- Mari Paz Sayago : Mari Carmen, mère de Dani
- Manolo Solo : Juan, le directeur
- Manuel Burque : Camello
- María Hervás : Jazmín
- Ismael Fritschi : travailleur 1
- Juan López-Tagle : travailleur 2
- Malcolm Treviño-Sitté : travailleur 3
- Adrián Castiñeiras : Agustín
- Héctor Inchauspe : le chauffeur de taxi
- Luis Bondia : le jeune homme au poste de police
- Carmen Caballero : la femme au poste de police
- Gillian Apter : Emma
- Almuneda Ripamonti : Lola
- Álex Filimón : le conducteur de bus
- Paco Churruca : le concierge de l'école
- Antonio Gomez : le médecin
- Mario Alonso : l'homme au poste de police
- Misho Amoli : l'agent secret
- Marina Campos Albiol
- Iván García Díaz
- Josep Gatell

## Accueil

### Commercial
Le film est devenu le succès le plus notable du cinéma espagnol au premier semestre 2017 avec un total de 1 551 792 spectateurs.